# Radzyń Podlaski
Radzyń Podlaski – miasto w województwie lubelskim. Jest siedzibą powiatu radzyńskiego i gminy wiejskiej Radzyń Podlaski.
Według danych GUS liczba ludności na 1 stycznia 2023 roku wyniosła 14 452 mieszkańców.
Historycznie położony jest w Małopolsce, w ziemi łukowskiej, od XIX wieku tereny te określa się również mianem Podlasia Południowego. W latach 1975–1998 miasto administracyjnie należało do województwa bialskopodlaskiego.

## Położenie
Radzyń leży na Nizinie Południowopodlaskiej, na skraju Równiny Łukowskiej blisko Pradoliny Wieprza. Tereny te to podmokła i zatorfiona płaszczyzna o wysokości 140–160 m n.p.m. oraz, nieco wyższa, falista równina morenowa zbudowana z utworów gliniastych i piaszczystych. Przez Radzyń przepływa rzeka Białka.
Według danych z roku 2002 Radzyń Podlaski ma obszar 19,29 km², w tym:
- użytki rolne: 57%
- użytki leśne: 5%

Według danych z 1 stycznia 2011 r. powierzchnia miasta wynosiła 23,10 km². Miasto stanowi 2% powierzchni powiatu.

## Historia

### Z historii miasta
Prawie do końca XIV wieku obszary sąsiadujące z ziemiami państwa litewsko-ruskiego oraz Jaćwieżą były narażone na ciągłe najazdy, co nie sprzyjało stałemu osadnictwu. Dopiero po objęciu przez Władysława Jagiełłę tronu polskiego i po polsko-litewskiej unii w Krewie (1385) sytuacja się zmieniła, zaczął się stopniowy napływ ludności z Mazowsza i Małopolski; ustaliło się osadnictwo, co znalazło wyraz w powstawaniu kościołów i parafii. Historycy oraz regionalni badacze dziejów Podlasia i Lubelszczyzny zwracają uwagę, że na tym obszarze, między środkowym biegiem Wisły i Bugu, spotykały się Mazowsze, Małopolska, Księstwo Litewskie i Ruś. Krainy te oddziaływały na siebie politycznie, kulturalnie i gospodarczo. W tym tyglu, w którym często dochodził do głosu szczęk broni, ogień i grabież, następowało też zetknięcie dorobku kulturalnego Wschodu i Zachodu. Często to zetknięcie prowadziło do powstawania nowych form kulturalnych i społecznych. Wszystkie te bogactwa przejawiły się w zabytkowych obiektach architektury sakralnej i świeckiej Radzynia i jego okolicy. Najstarsze zapisy mówią, że pierwsza z osad, które dały początek miastu Radzyń, nosiła nazwę Kozirynek; w XVI wieku wymienia się „Parochia (parafia) Cozirynek oppidum (miasteczko)” i „Cozirynek antiquus” (stary) oraz „Kozyrynek”. W późniejszym okresie Kozirynek Stary i Kozirynek Nowy były samodzielnymi miejscowościami, obecnie znajdują się w obrębie granic miasta. Natomiast nazwa w postaci dzisiejszej, a mianowicie „oppidum Radzyń”, pojawia się w 1580. Pierwotna nazwa Radzyn (z twardym 'n' w wygłosie) została zastąpiona przez Radzyń zapewne na skutek analogii do takich nazw miejscowości, jak Lubień czy Zwoleń.
W latach 20. XV wieku król Władysław Jagiełło nadał Kozietule i Łosiowi pustkę nad rzeką Białką. Ród Cebulków założył później dwie wsie Wyżną Białkę i Niżną Białkę. W połowie XV w. Cebulkowie ufundowali na Kozirynku Starym kościół drewniany, o którym napisał Jan Długosz. 18 czerwca 1456 została erygowana przez biskupa krakowskiego Zbigniewa Oleśnickiego pierwsza parafia radzyńska. Gwałtowny rozwój słynącej z handlu kozami osady spowodował, że w 1465 podkomorzy lubelski Grot z Ostrowa erygował miasto, otrzymując przywilej lokacyjny przenoszący je na prawo magdeburskie, z rąk króla Kazimierza Jagiellończyka w 1468. Miasto zostało lokowane 1 km na zachód od Koziegorynku. Pozostało ono nadal królewszczyzną i kolejno zmieniało właścicieli.
W połowie XVI w. „miasto Radzyń z przedmieściem Kozirynek” król wydzierżawił rodzinie Mniszchów, którzy wybudowali tu późnorenesansowy kościół pod wezwaniem Świętej Trójcy. Kolejni królowie Zygmunt Stary, Zygmunt August, Władysław IV, Jan III Sobieski nadali Radzyniowi dodatkowe przywileje zwiększające uprawnienia mieszczan radzyńskich i zapewniające korzystniejsze warunki dalszego rozwoju miasta. Jan III Sobieski przekazał Radzyń wraz z jego dobrami w wieczysta dzierżawę podkanclerzemu Stanisławowi Antoniemu Szczuce, jednemu z bardziej światłych polskich magnatów. Przywilejem lokacyjnym z 1690 potwierdził też Sobieski dalszy rozwój miasta.
W Radzyniu, oprócz kościoła, funkcjonowała także cerkiew prawosławna pod wezwaniem św. Jerzego. Wzmianki o niej pochodzą z 1458 i 1531. Nieznany jest moment przyjęcia unii przez tę placówkę. W 1703 w miejscowości powstała samodzielna parafia unicka.
W mieście istniała także żydowska synagoga. Pomyślny rozwój miasta przerywały wojny, hamowały trudności wynikające z ustroju ówczesnej Polski.
Od 1741 do końca XVIII w. Radzyń był własnością rodu Potockich. Generał Eustachy Potocki ufundował tu rokokowy pałac zaprojektowany i wybudowany przez Jakuba Fontanę. Radzyń nie uczestniczył w wielkich wydarzeniach historycznych Polski, a nawet regionu, nie wyciągnął stąd dla siebie korzyści, ale też omijały go znaczniejsze klęski i kataklizmy – dopiero w XIX w. mała i niewiele znacząca osada miejska weszła na drogę rozwoju. W 1867 został utworzony, należący do guberni siedleckiej, powiat radzyński, co przyczyniło się do podniesienia rangi miasteczka i jego wzrostu ekonomicznego. Radzyń ma już młyny i gorzelnię, mydlarnię, tartaki, są warsztaty szewców, krawców, kowali i stolarzy a po uwłaszczeniu chłopów wzrosła produkcja rolna, wybudowanie linii kolejowej z Lublina do Łukowa wpłynęło na ożywienie gospodarcze. Mieszkańcy Radzynia i byłego powiatu brali żywy udział w kolejnych wielkich wydarzeniach historycznych, jakie miały miejsce na Podlasiu i w kraju. Szczególnie aktywny był ich udział w powstaniach: kościuszkowskim, listopadowym, styczniowym i rewolucyjnych wystąpieniach z lat 1905-1907, walkach toczonych o niepodległość oraz powstaniu II Rzeczypospolitej.
W 1875 radzyńska cerkiew unicka została, wskutek likwidacji unickiej diecezji chełmskiej, administracyjnie zamieniona na świątynię prawosławną. W latach 1878–1882 XVIII-wieczną drewnianą cerkiew, będącą w złym stanie, zastąpiono obiektem murowanym w stylu neorosyjskim. W Radzyniu nie odnotowano większych otwartych wystąpień przeciwko przymusowej konwersji, jednak oporni unici byli w miejscowości obecni, a po 1905 większość członków parafii prawosławnej skorzystała z możliwości przyjęcia katolicyzmu w obrządku łacińskim.
Skoro nie było możliwe rozwiązanie poważnych problemów gospodarczych, położony został nacisk na sprawy kultury i oświaty. Na tych polach osiągnięto znaczne sukcesy. Jesienią 1915 władze okupacyjne zezwoliły na otwarcie pierwszej szkoły polskiej w Radzyniu. Założycielką gimnazjum była Halina Rudnicka, córka dyrektora Syndykatu Rolniczego.

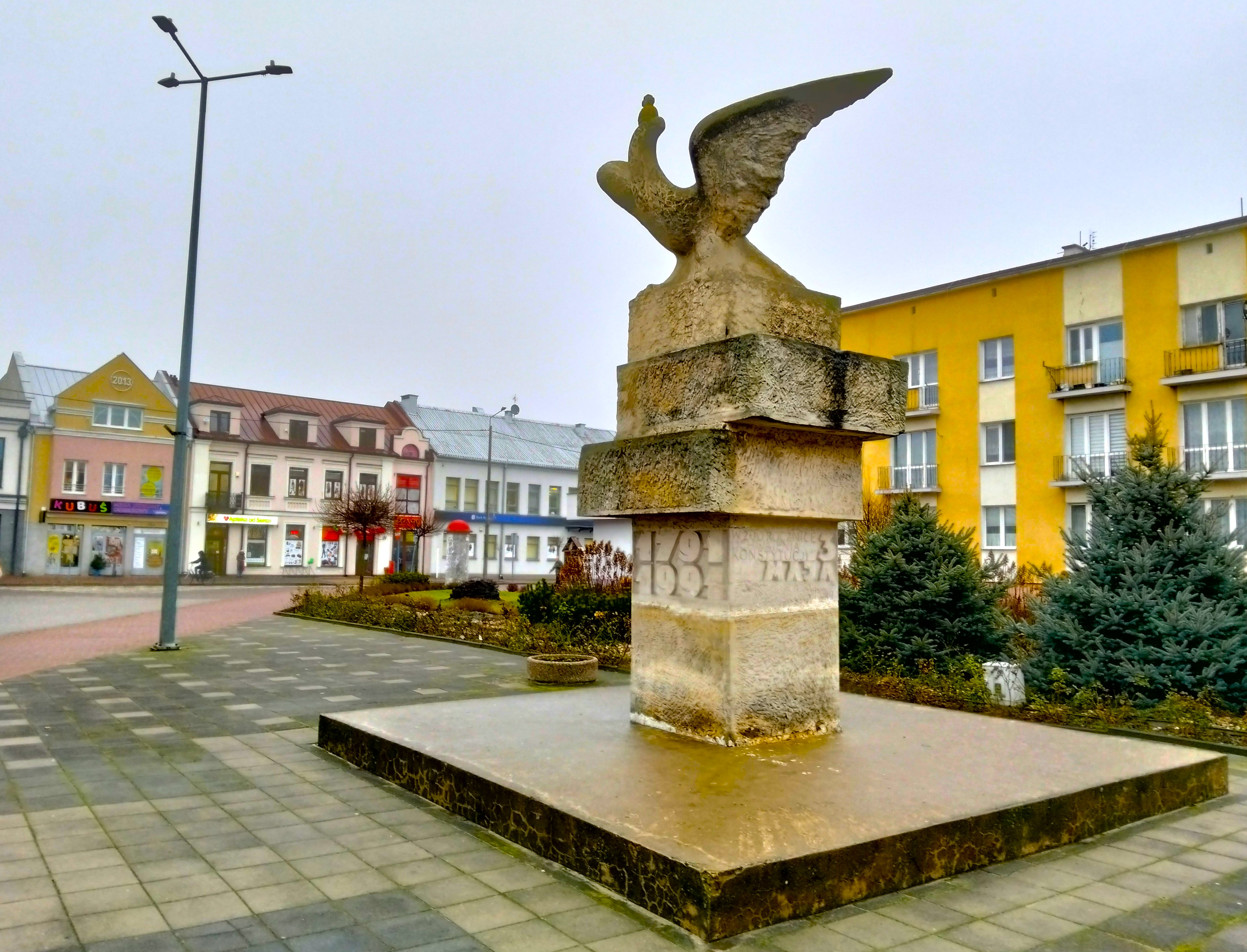
Pomnik Konstytucji 3 Maja

Społecznym wysiłkiem mieszkańców Radzynia, jeszcze w czasie trwania pierwszej wojny światowej, utworzono w mieście szkołę średnią, z której powstało obecne radzyńskie Liceum Ogólnokształcące. Nie można też zapomnieć bardzo czynnej radzyńskiej organizacji POW i jej roli w krwawym boju z niemiecką załogą wojskową, którą siłami radzyńskich peowiaków udało się rozbroić i przyspieszyć dzieło uwalniania Polski od obcych najeźdźców, prowadzone pomyślnie przez Józefa Piłsudskiego.
Po odzyskaniu niepodległości Polski w 1918 ówcześni właściciele Radzynia, Szlubowscy, ofiarowali na własność skarbowi państwa bardzo wówczas zniszczony pałac. Stał się on siedzibą starosty powiatowego aż do 1939. W okresie okupacji pałac zajmowała administracja niemiecka. Radzyń był miasteczkiem zamieszkanym przez drobnych rolników, rzemieślników, kupców – Żydów oraz garść urzędników i przedstawicieli wolnych zawodów. Zabudowę miasta stanowiły drewniane domy rolników, usytuowane głównie wzdłuż ulicy Warszawskiej, oraz – również drewniane, niekiedy zajezdne – kupców i handlarzy. Murowanych budynków w okresie międzywojennym było niewiele. W tej gęstej i chaotycznej zabudowie wybuchł w 1930 pożar, który z łatwością strawił domy przy tzw. Rynku II, Rynku I i części ul. Ostrowieckiej. Po pożarze miasta scalono maleńkie parcele, zabroniono budowy drewnianych domów w śródmieściu, ale także zabroniono wznoszenia domów wyższych, dwupiętrowych. Tak powstały obecne pierzeje Rynku i części ul. Ostrowieckiej. Dalsza drewniana część ul. Ostrowieckiej ustąpiła miejsca zabudowaniom powstałym w latach 50. i 60. XX wieku. Miasto było skąpo oświetlone lampami elektrycznymi z prywatnej prądnicy na prąd stały, znajdującej się we młynie przy ul. Międzyrzeckiej. Ochotnicza Straż Ogniowa dysponowała bardzo skromnym wyposażeniem. W mieście było kilku lekarzy, z których Radzyń upamiętnił dwa nazwiska społeczników: dr. Sitkowskiego i dr. Chomiczewskiego, nadając ulicom ich imiona. Od dawna w Radzyniu środy były dniem targowym i utrzymało się to do dziś. Mała grupa młodzieży opuszczała Radzyń udając się na studia wyższe. W mieście toczyło się spokojne życie niewielkiego rolniczo-handlowego ośrodka.

### Udział mieszkańców miasta i okolic w powstaniu styczniowym

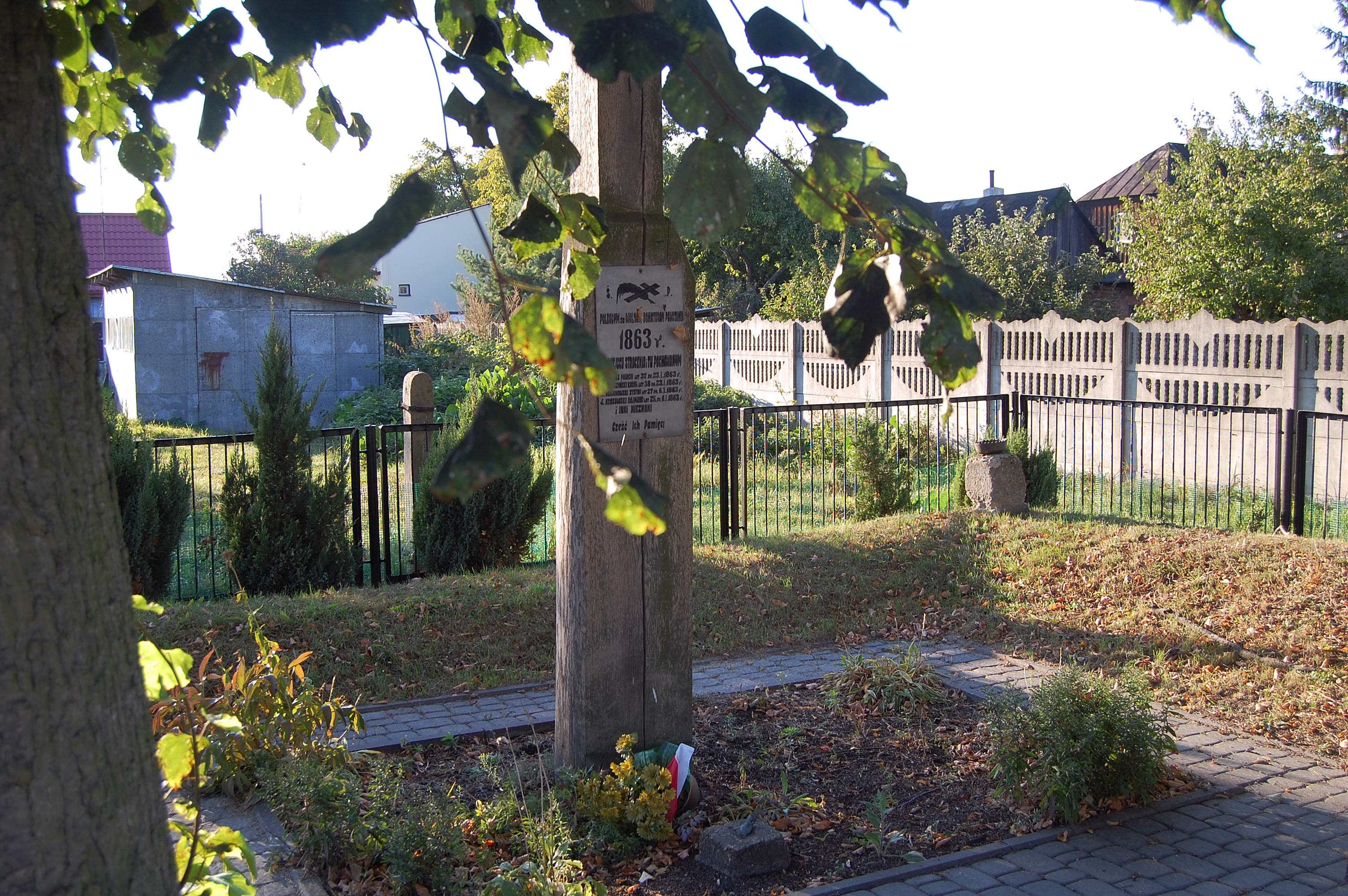
Mogiła zbiorowa powstańców styczniowych

W nocy z 22 na 23 stycznia 1863 r. w Królestwie Polskim wybuchło powstanie. Tej nocy stoczono bitwy w 33 miejscowościach. Najwyższy ruch powstańczy był w tym czasie na Podlasiu i w Rejonie: Radom -Kielce.
Opracowany przez Bronisława Deskura (jednego z dowódców Powstania Styczniowego w obwodzie Radzynia Podlaskiego) plan działania musiał uwzględniać fakt, że na terenie powiatu radzyńskiego stacjonowały poważne rosyjskie siły wojskowe, uprzedzone o możliwości wybuchu działań powstańczych, co pomniejszyło wagę czynnika zaskoczenia. Oddziałami atakującymi Międzyrzec dowodził Karol Krysiński, Radzyń – Bronisław Deskur, Ostrów – Rajmund Krasuski.
W samym Radzyniu mieszczan do walki przygotowywał M. Pyrkosz. Punkt zborny dla oddziałów mających atakować Radzyń wyznaczono na skrzyżowaniu traktu: Wohyń- Parczew -Radzyń. To tutaj miały przybyć późnym wieczorem, 22 stycznia, grupy powstańców i stąd ruszyć do ataku na Radzyń.
Deskur podzielił zebranych na trzy grupy. Jedną dowodził on sam i czuwał nad całością. Drugą i trzecią dowodzili Pyrkosz i Jasieński.
Podobnie jak na całym obszarze objętym powstaniem tak i w Radzyniu, powstańcy w początkowym okresie powstania odnieśli znaczne sukcesy militarne zdobywając na Rosjanach broń i zabijając ich. Nie obyło się jednak bez strat, na początku powstania zginął Pyrkosz. W miarę rozwoju walk powstańczych Rosjanie zaczęli wzmacniać swoje siły, natomiast przeciągające się powstanie powodowało zmniejszanie się ilości powstańców. Wielu dowódców i powstańców zginęło. Wielu zostało aresztowanych i straconych, bądź wywiezionych na Sybir. Nasiliły się represje.
Tradycje Powstania Styczniowego w Radzyniu są żywe. W 100 rocznicę powstania styczniowego Szkole Podstawowej nr 1 w Radzyniu Podlaskim nadano imię „Bohaterów Powstania Styczniowego”. Są ulice Powstańców Styczniowych i Powstania Styczniowego oraz ulice imieniem przywódców powstania z Romualdem Trauguttem na czele.

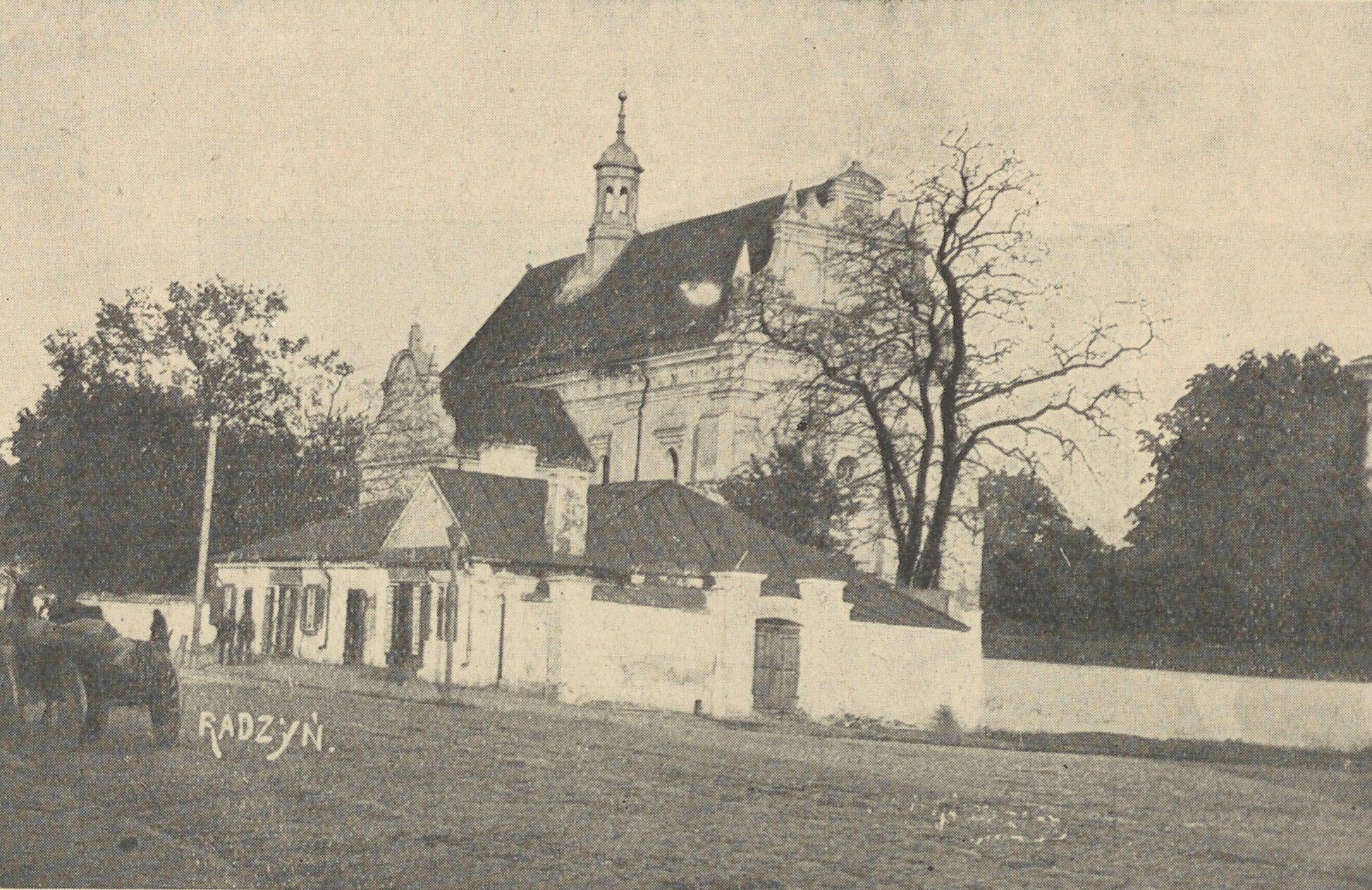
Kościół, przed 1930
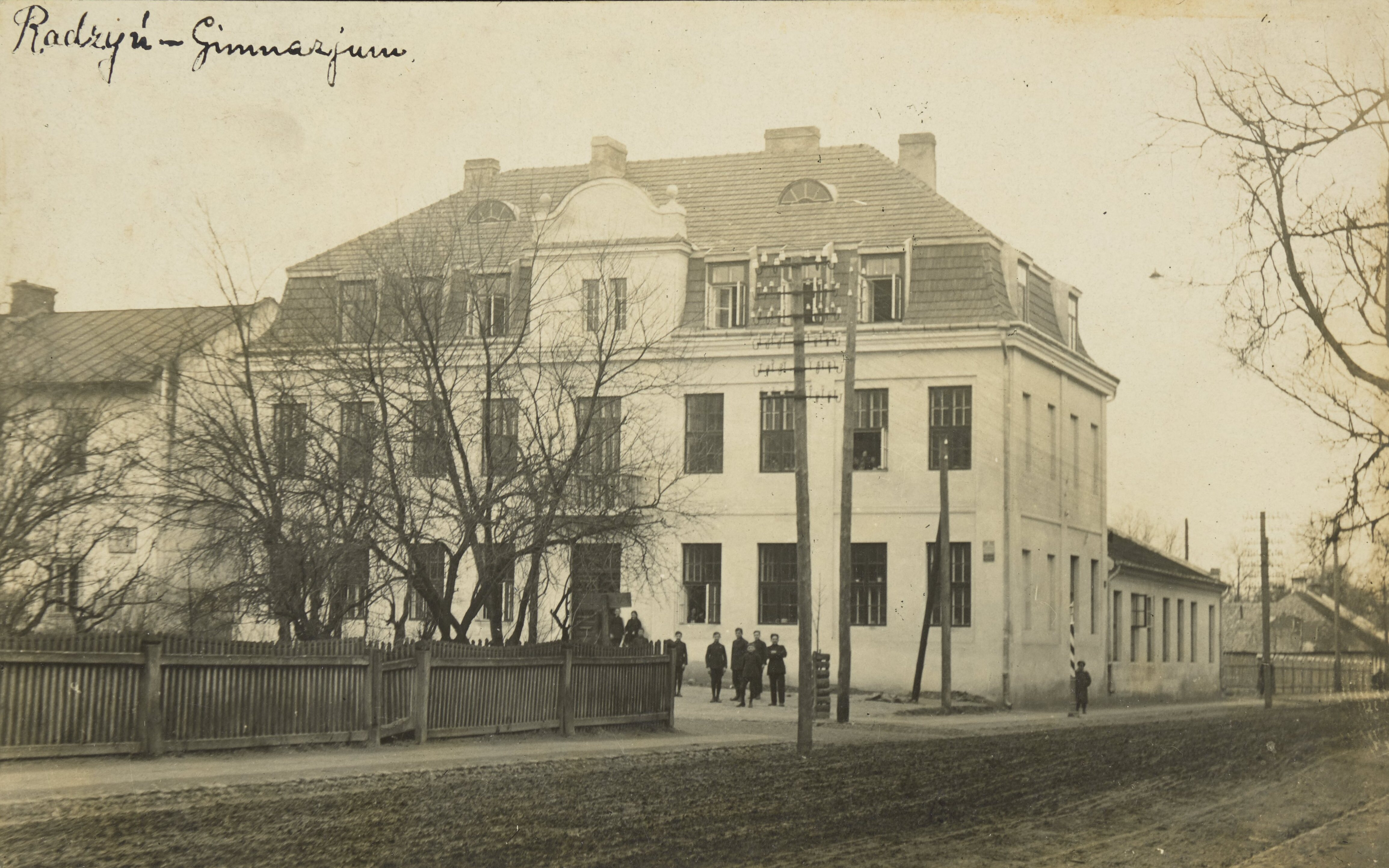
Gimnazjum, po 1906
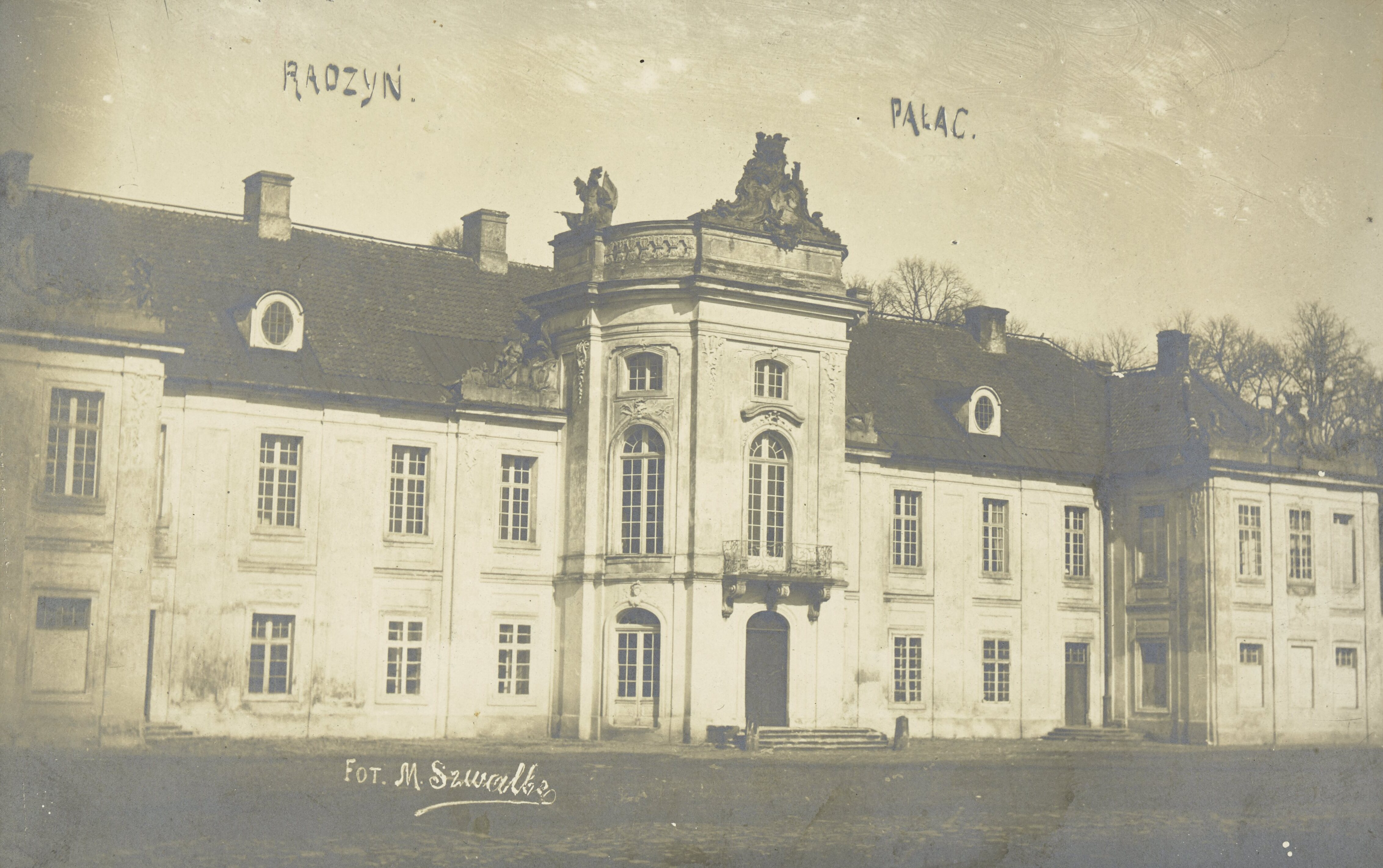
Pałac, po 1906

### Lata II wojny światowej
Pierwsze bombardowanie lotnicze Radzynia i pierwsze ofiary miały miejsce 9 września 1939, gdy przez Radzyń i okolice przewalała się masa ludzi uchodzących przed Niemcami z Warszawy oraz z innych regionów kraju. Tędy przemieszczały się także różne oddziały wojsk, w ostatnich dniach września pojawiły się w okolicach Radzynia oddziały większej jednostki wojskowej – kawaleria gen. Podhorskiego, który podporządkował się dowódcy Samodzielnej Grupy Operacyjnej „Polesie”, generałowi Franciszkowi Kleebergowi, spieszącemu z Brześcia na pomoc walczącej Warszawie. Kawaleria gen. Podhorskiego przybyła od strony Czemiernik, zaprowiantowała się w Radzyniu, wystawiwszy u wylotów miasta ubezpieczenia, i po kilku godzinach opuściła miasto, udając się w okolice Kocka, gdzie od 2 do 5 października miała rozegrać się bohaterska ostatnia bitwa kampanii wrześniowej.
Niemcy pojawili się w Radzyniu dopiero po bitwie kockiej. Ruch oporu począł tworzyć się tu już w 1939, a w czerwcu 1940 Gestapo aresztowało grupę harcerzy i osób dorosłych działających pod komendą hufcowego ZHP, nauczyciela Stefana Lisowskiego i po krótkim przetrzymaniu w areszcie miejskim zamienionym na więzienie rozstrzelało w pobliskim lesie, koło wsi Sitno, 5 lipca 1940. Była to pierwsza egzekucja w Radzyniu. Więźniowie Gestapo, zwożeni do Radzynia z terenu powiatu i z okolic Łukowa, byli przetrzymywani w niewielkim areszcie miejskim przy ulicy Warszawskiej, stąd odsyłani byli do Lublina na Zamek lub na Majdanek, a także do innych obozów koncentracyjnych. Byli też rozstrzeliwani na terenie ogrodów mieszczańskich za aresztem, nad rzeczką Białką. W czasie okupacji wielu obywateli zginęło w obozach koncentracyjnych, a szereg osób rozstrzelano za działalność w ruchu oporu. W okresie okupacji ruch podziemny organizował się najpierw w ZWZ, później AK i BCh. Członkowie ruchu oporu działali w oddziałach leśnych, jak również w mieście, w oparciu o formalne zameldowanie w Arbeitsamcie jako leśnicy, nauczyciele, urzędnicy, służba drogowa. Najsilniejszą organizacją niepodległościową była Armia Krajowa już w grudniu 1939 liczyła ona ponad 100 konspiratorów, a w lipcu 1944 zrzeszała ponad 4,2 tys. zaprzysiężonych żołnierzy Polski Podziemnej, Radzyński Obwód Armii Krajowe zaliczany był przez dowódców AK do najlepszych w całym Okręgu Lubelskim AK.
Niemcy utworzyli w Radzyniu getto dla ludności żydowskiej. W maju 1942 przebywało w nim 2071 osób. Podczas jego likwidacji 22 października 1942 ok. 200 Żydów rozstrzelano, a pozostałych wywieziono 1 października 1942 do obozu zagłady w Treblince. Na miejscu pozostawiono jednak grupę osób wykonujących prace na rzecz Gestapo.
Ze względu na konieczność zwalczania polskiego ruchu oporu na tym terenie, Niemcy utworzyli w Radzyniu umocnioną placówkę sił bezpieczeństwa. Orientacyjne wyliczenia mówią, że na skutek represyjnych działań okupanta zginęło ponad 24 tys. mieszkańców powiatu, w tym prawie wszyscy Żydzi. Oddziały partyzanckie AK i BCh przeprowadziły setki akcji bojowych przeciw administracji okupacyjnej, jej siłom policyjnym, ośrodkom gospodarczym, transportowi i obronie prześladowanej ludności. Szczególnie należy uwzględnić oddział partyzancki ppłk. Mullera w czasie okupacji hitlerowskiej. Brał on udział w akcji „Burza” i wniósł aktywny wkład w wyzwalanie tej ziemi spod okupacji niemieckiej. Radzyń został zdobyty nazajutrz po zdobyciu Chełma – 23 lipca 1944 – przez wojska 1 Frontu Białoruskiego marszałka Rokossowskiego i przez współdziałających z Armią Czerwoną żołnierzy Armii Krajowej. Podczas zdobywania miasta zginęło 573 żołnierzy Armii Czerwonej.

### Toponimika nazwy
Miejscowość otrzymała prawa miejskie magdeburskie w 1468. Pierwotnie znajdowała się ona na terenie ziemi łukowskiej, należącej do województwa lubelskiego, i tym samym do Małopolski. Określenie miasta „Podlaski” wywodzi się dopiero z XIX wieku, kiedy w okresie Królestwa Kongresowego w 1816 utworzono województwo podlaskie ze stolicą w Siedlcach, później zaś i diecezję podlaską ze stolicą w Janowie Podlaskim. Wpłynęło to na zaliczenie terenów obecnych powiatów: radzyńskiego, bialskiego, łukowskiego, parczewskiego i włodawskiego do Podlasia, pomimo że pierwotnie jako Podlasie rozumiano tereny leżące nad Bugiem, z głównymi ośrodkami Mielnikiem i Drohiczynem (patrz: województwo podlaskie w I Rzeczypospolitej). Nazwa „Podlaski” ma również charakter geograficzny – Radzyń leży na Nizinie Południowopodlaskiej.
Dawna nazwa tej miejscowości to Kozirynek, która była używana do 1580. W starszych publikacjach można spotkać nazwę „Radzyń Lubelski”.

## Zabytki
- Kościół parafialny pw. Świętej TrójcyKościół Świętej Trójcy

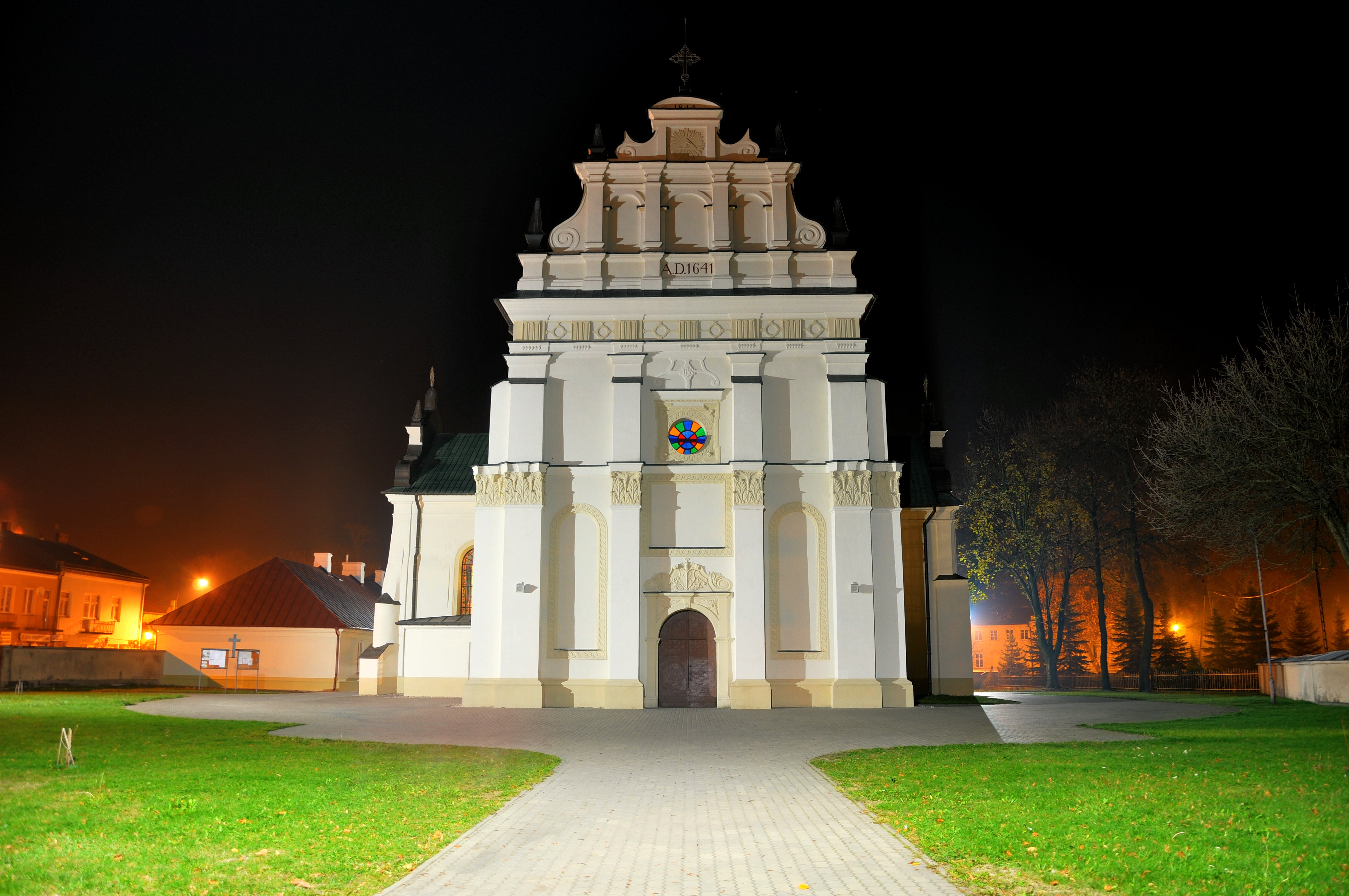
Kościół parafialny pw. Świętej Trójcy

Kościół św. Trójcy znajduje się u zbiegu ulic Ostrowieckiej i Jana Pawła II.
Mniszchowie, dzierżawiący dobra radzyńskie od połowy XVI do połowy XVII wieku, ufundowali kościół pw. Świętej Trójcy. Budowa radzyńskiego kościoła trwała prawie połowę XVII wieku i została zakończona w roku 1641. Ta data też widnieje nad jego głównym wejściem. Natomiast konsekracja kościoła odbyła się dopiero trzy lata później – w roku 1644. Obecny kościół pw. Świętej Trójcy jest kontynuatorem imienia najstarszego radzyńskiego kościoła i tradycji parafialnej. Jest on przykładem późnorenesansowego budownictwa sakralnego w Polsce. Do tej samej grupy kościołów, zaliczonych do czołowych dzieł architektonicznych tzw. renesansu lubelskiego, należą, obok radzyńskiego kościoła, również kościoły w Czemiernikach, Uchaniach, Kodniu nad Bugiem.
Kościół radzyński jest to kościół jednonawowy, z dwoma bocznymi kaplicami. Nad jego zakrystiami architekt umieścił attyki będące jedną z cech polskiego budownictwa renesansowego. Po zewnętrznej stronie górnej części kościoła biegnie fryz utworzony przez regularnie rozmieszczone tryglify i metopy. Od strony wschodniej widać zbudowaną absydę. Charakterystycznym składnikiem manieryzmu jest dekoracyjna sieć sztukaterii, która tworzy we wnętrzu świątyni wielką ilość różnych kompozycji. Dostojny i zabytkowy charakter świątyni wzmacniają obrazy Józefa Ruchbindera, znanego twórcy religijnych dziel malarskich. Znajdują się one w głównym i bocznych ołtarzach, również na zasuwach.
W kaplicy Matki Bożej Różańcowej znajduje się stary, na drewnie malowany, obraz matki Bożej Różańcowej. Tam też można zobaczyć grobowiec Mniszchów – jego fundatorów. Kaplica Pana Jezusa związana jest z tradycją Powstania Styczniowego. Umieszczone na bocznych ścianach nawy, tablice upamiętniają czyn zbrojny 35 radzyńskiego pułku piechoty ppłk „Mullera” w czasie okupacji niemieckiej i gehennę członków Radzyńskiego Związku Sybiraków.
Od strony zachodniej stoi brama – dzwonnica, wzniesiona na polecenie gen. Eustachego Potockiego przez Jakuba Fontanę w drugiej połowie XVIII wieku. Dzwonnica była dwukrotnie obiektem walk niepodległościowych. W latach 1989–1992 przeprowadzono remont kościoła i jego otoczenia.
- Pałac Potockich

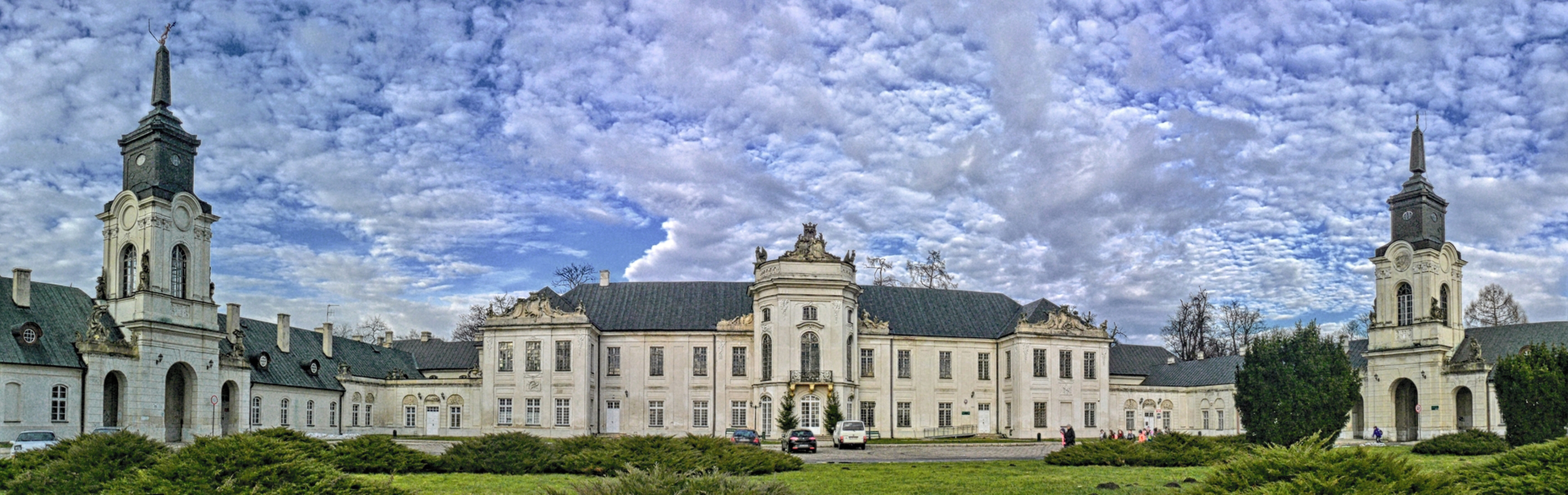
Pałacowy dziedziniec

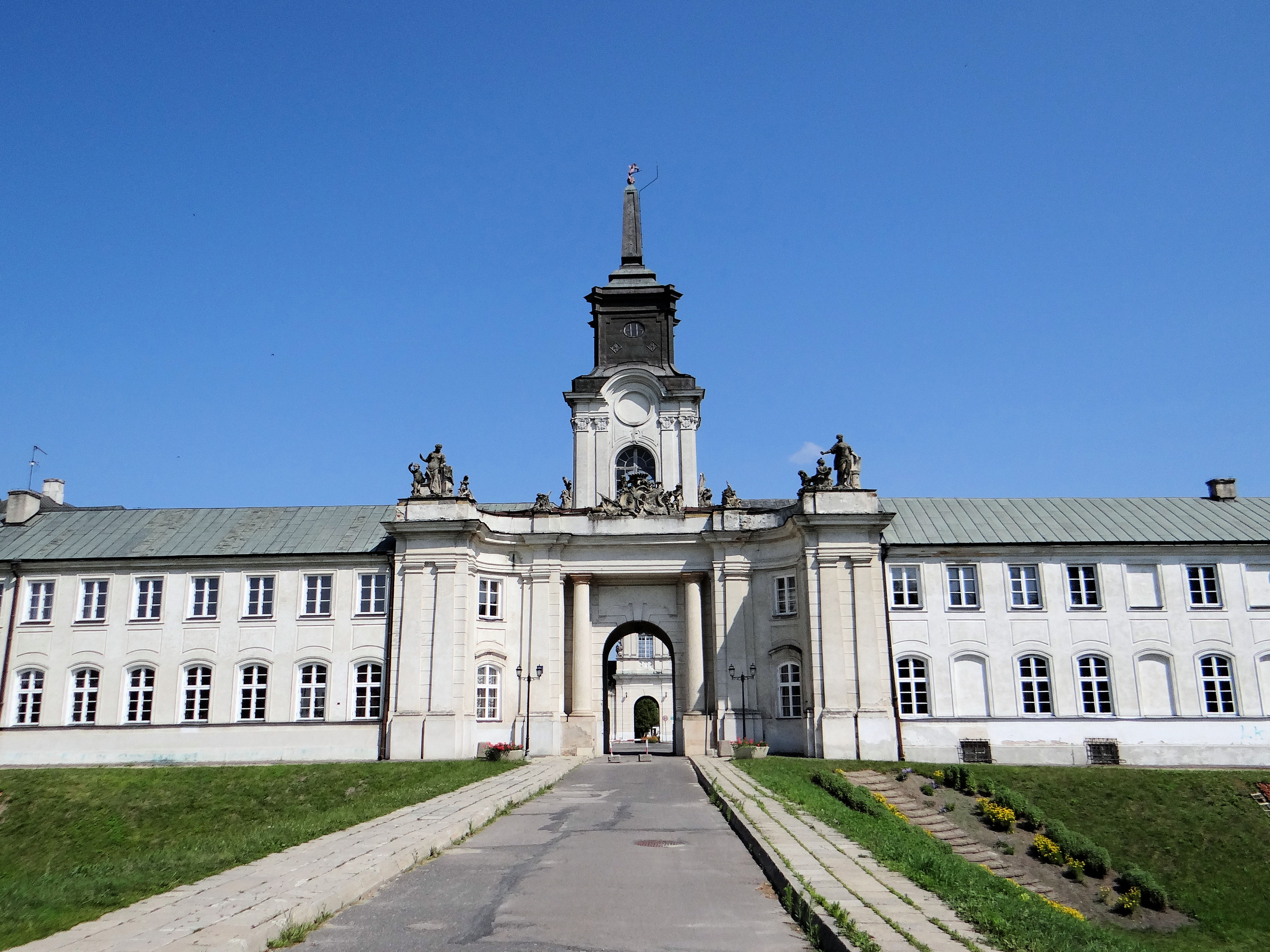
Pałac Potockich - wieża zachodnia

Decyzja o budowie pałacu zapadła w drugiej połowie lat czterdziestych XVIII w., a w końcu lat pięćdziesiątych – pałac był gotowy. Poprzedni właściciele dóbr radzyńskich podkanclerzy St. A. Szczuka, skorzystali z usług architekta królewskiego Augusta Locciego (autor m.in. rozbudowy Wilanowa), który w latach 1685–1709 wzniósł w Radzyniu, w miejscu piętnastowiecznego zamku Kaznowskich barokową rezydencję typu reprezentacyjno-obronnego. Całość zespołu utrzymana jest w stylu rezydencji „entre cour et jardin” – okolony dziedzińcem i ogrodem. Zbudowany jest w kształcie podkowy: od głównego korpusu stanowiącego główną część budowli biegną w kierunku południowym, po stronie wschodniej i zachodniej, dwa skrzydła. Korpus główny i oba skrzydła okalają dziedziniec, zamknięty od strony południowej murem i żelazną, rzeźbioną bramą. W środkowej części obu skrzydeł znajdują się bramy wyjazdowe, z gestem zachęcającym gości do zwiedzania pałacu, nad nimi zbudowane zostały pięknie zaprojektowane wieże. Tutaj architekt umieścił emblematy herbów: Brochwicz (herb Kątskich) i Pilawa (herb Potockich) oraz figuralne rzeźby Jana Chryzostoma Redlera. Bardzo bogatą dekorację posiada środkowa część pałacu od strony dziedzińca, którego centralnym punktem są dwa rokokowe kartusze z inicjałami MK oraz EP (Maria Kątska i Eustachy Potocki). Projekt budowy pałacu wykonał architekt włoskiego pochodzenia Jakub Fontana. Pochodził on z rodziny od wielu lat związanej z Polską i zasłużonej dla polskiego budownictwa świeckiego i sakralnego. Malowaniem wnętrz radzyńskiego pałacu zajmował się malarz Jan Bogumił Plersch, natomiast rzeźby dekorujące poszczególne elementy pałacu wykonał śląski rzeźbiarz Jan Chryzostom Redler. Przy wykonywanej sztukaterii i pomocniczych pracach dekoratorskich projektowanych przez Fontanę, pracował mniej znany sztukator Józef Lapen. Michał Dollinger wykonał zaś bardzo strojne balustrady i schody. Ich charakter został utrzymany bez zmian do dzisiejszego dnia.
Obrys gmachu pałacu posiada podobieństwo do koronki utworzonej przez dużą ilość rzeźb i naszczytników ustawionych na tle spadzistych dachów. Kompozycje heraldyczne herbów Karskich i Potockich, rzeźb niewolników, panoplia i akroteriony umieszczone w wielu miejscach podnosiły wartości estetyczne budowli i akcentowały, że jest ona siedzibą rycerską, stanowiły jej apoteozę. Są też przejawem panującej wówczas mody barokowej.
Płyciny elewacji i głowice pilastrów posiadają bogatą ornamentację, wykonaną techniką narzutową i w widoczny sposób ożywiają je w bardzo finezyjny sposób. Niezwykle bogata była dekoracja pomieszczeń pałacowych, boazerie, malarstwo, snycerstwo i złotnictwo, kominki, piece saskie, gdańskie meble, galerie portretów – wszystko to zostało zniszczone w rezultacie podpalenia pałacu przez wycofujące się wojska rosyjskie w roku 1915 oraz niemieckie w roku 1944.

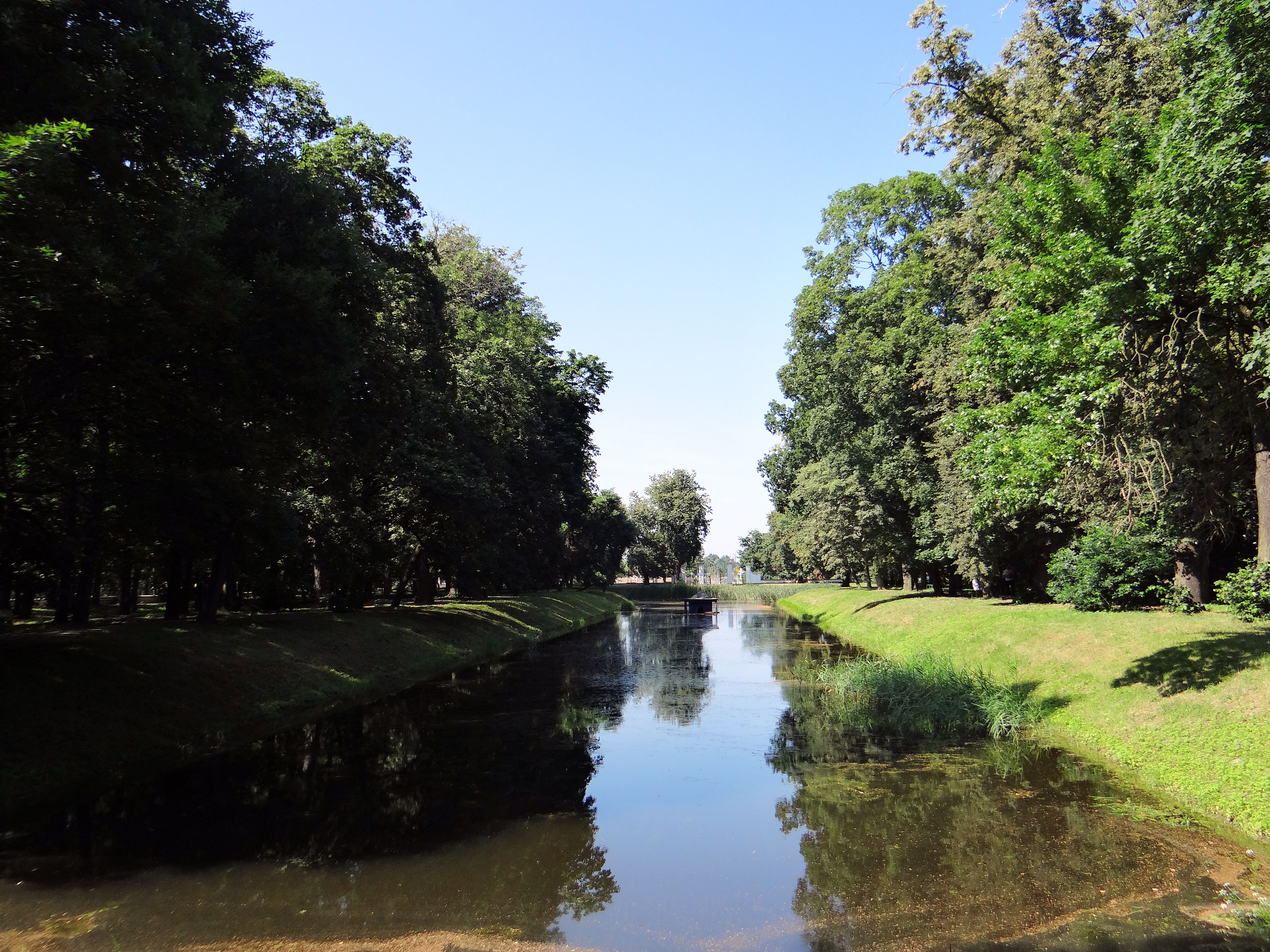
Park przy pałacu

Pałac radzyński był świadkiem i miejscem wielu wydarzeń historycznych, w jego komnatach przygotowano część projektu Konstytucji 3 Maja 1791, tu zatrzymywał się cesarz Aleksander I spieszący do Puław. O pałac otarły się wydarzenia powstania listopadowego i powstania styczniowego, rusyfikacji i prześladowań unitów, tutaj kwaterował w sierpniu 1920 roku gen. Edward Rydz Śmigły, gdy jego armie dokonywały pościgu za uciekającymi oddziałami Armii Czerwonej. Fakt ten upamiętniony został tablicą ufundowaną w roku 1995 przez władze miasta. Upadający, zmniejszający swe dochody majątek i pałac przechodziły przez zmiany właścicieli. Na krótko nabył je ks. Stanisław Staszic, następnie Anna Sapieżyna, która w 1818 roku założyła szkołę elementarną i w 1824 roku sprzedała dobra radzyńskie Czartoryskim. Za patriotyczną postawę i udział w powstaniu listopadowym dobrom groziła konfiskata. Aby jej zapobiec, dobra sprzedano w 1834 r. Korwin-Szlubowskim. W ich rękach dobra pozostały aż do roku 1944. Do dawnej świetności, mimo prób nowych właścicieli, pałacu nie doprowadzono i w roku 1920 Stanisław Korwin-Szlubowski przekazał go na własność Państwu Polskiemu. W okresie międzywojennym mieściły się w nim urzędy administracji państwowej. Niemcy, w czasie okupacji też rozlokowali w nim władze niemieckiej administracji okupacyjnej. Skorzystali ze swoich możliwości i przy pomocy taniej lub bezpłatnej siły roboczej przeprowadzili szereg prac konserwatorskich. Uciekające w lipcu 1944 roku oddziały niemieckie podpaliły pałac, a pożar doprowadził do jego ogromnych zniszczeń. W latach sześćdziesiątych ówczesne władze powiatowe, w miarę swoich możliwości, odbudowały go i przeznaczyły na siedzibę instytucji powiatowych. Po likwidacji powiatu w roku 1975, pałac został zajęty na siedziby różnych instytucji, które nie troszczyły się o jego konserwację. Stan pałacu w widoczny sposób z dnia na dzień pogarszał się.
W roku 1980 rozpoczęty został nowy etap gruntownego remontu, który od tego czasu systematycznie jest prowadzony przez kolejne ekipy włodarzy miasta. Powołana przez Radę Miejską Fundacja Ochrony Zespołu Pałacowo-Parkowego w Radzyniu Podlaskim przez różne formy promocji miasta i jego zabytków tworzy korzystną atmosferę w tej dziedzinie. Jest też liczącym się czynnikiem w kulturze starego grodu.
W odremontowanych pomieszczeniach pałacowych lokowane są radzyńskie instytucje służące kulturze.
- Oranżeria

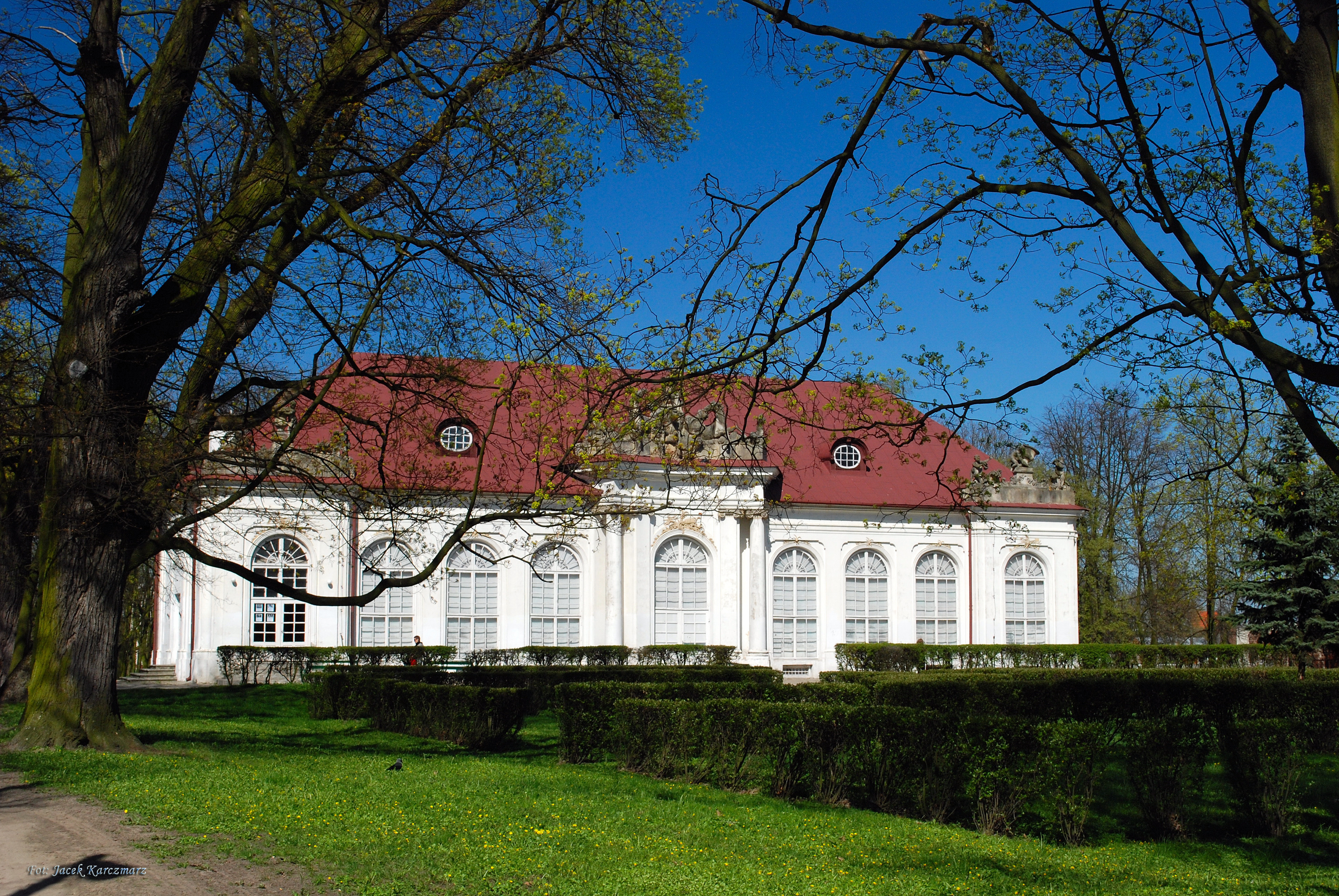
Oranżeria

Pałacowa oranżeria stanowi dzieło Jakuba Fontany i jego współpracowników budujących pałac Potockich. Jest to budynek usytuowany na rzucie dwóch krzyżujących się prostokątów z fasadą od strony południowej. Wyraźnie widoczne kolumny i pilastry jońskie podtrzymują belkowanie, na których znajdują się rzeźby przedstawiające rydwan Apollina wyjeżdżający na niebieski firmament. Boczne ryzality fasady oranżerii ozdobione są wazonami i puttami.
Pozostałe zabytki:
- Park Pałacowy
- Stary cmentarz żydowski
- Nowy cmentarz żydowski

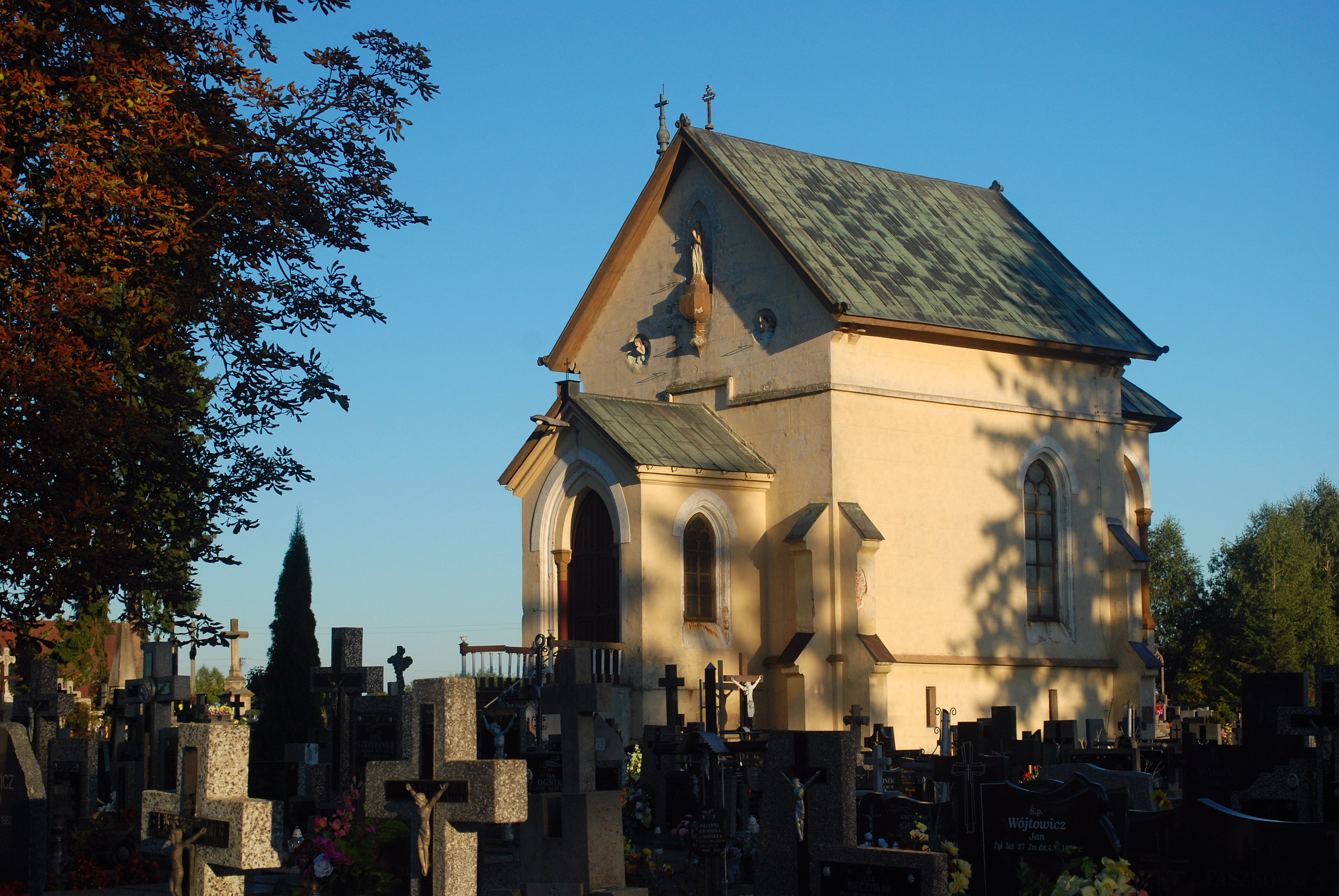
Kaplica grobowa Korwin-Szlubowskich

- Pałac Szlubowskich tzw. „Gubernia”
- Kaplica na cmentarzu
- Słup sakralny

Miejsca pamięci i pomniki
- Mogiła Powstańców 1863, ulicy Powstańców Styczniowych - miejsce pochówku powstańców, upamiętnione z inicjatywy ks. T. Osińskiego przed drugą wojną światową. Na tym miejscu władze carskie przeprowadzały egzekucje skazanych na śmierć powstańców walczących przeciw Rosji w latach 1863–1864. Nowy krzyż, na miejscu poprzedniego już zmurszałego, został uroczyście umieszczony w roku 1981 z inicjatywy ks. W. Kobylińskiego. Na krzyżu znajduje się tabliczka z danymi 4 pochowanych tam powstańców.
- Gmach policji i budynki aresztu.

## Turystyka

### Szlaki turystyczne
- Szlak Renesansu Lubelskiego

## Demografia
Dane z 2020 roku
| Opis      | Ogółem | Ogółem | Kobiety | Kobiety | Mężczyźni | Mężczyźni |
| --------- | ------ | ------ | ------- | ------- | --------- | --------- |
| Jednostka | Osób   | %      | Osób    | %       | Osób      | %         |
| Populacja | 15428  | 100,0  | 7972    | 52      | 7456      | 48        |

Piramida wieku mieszkańców Radzynia Podlaskiego w 2020 roku.

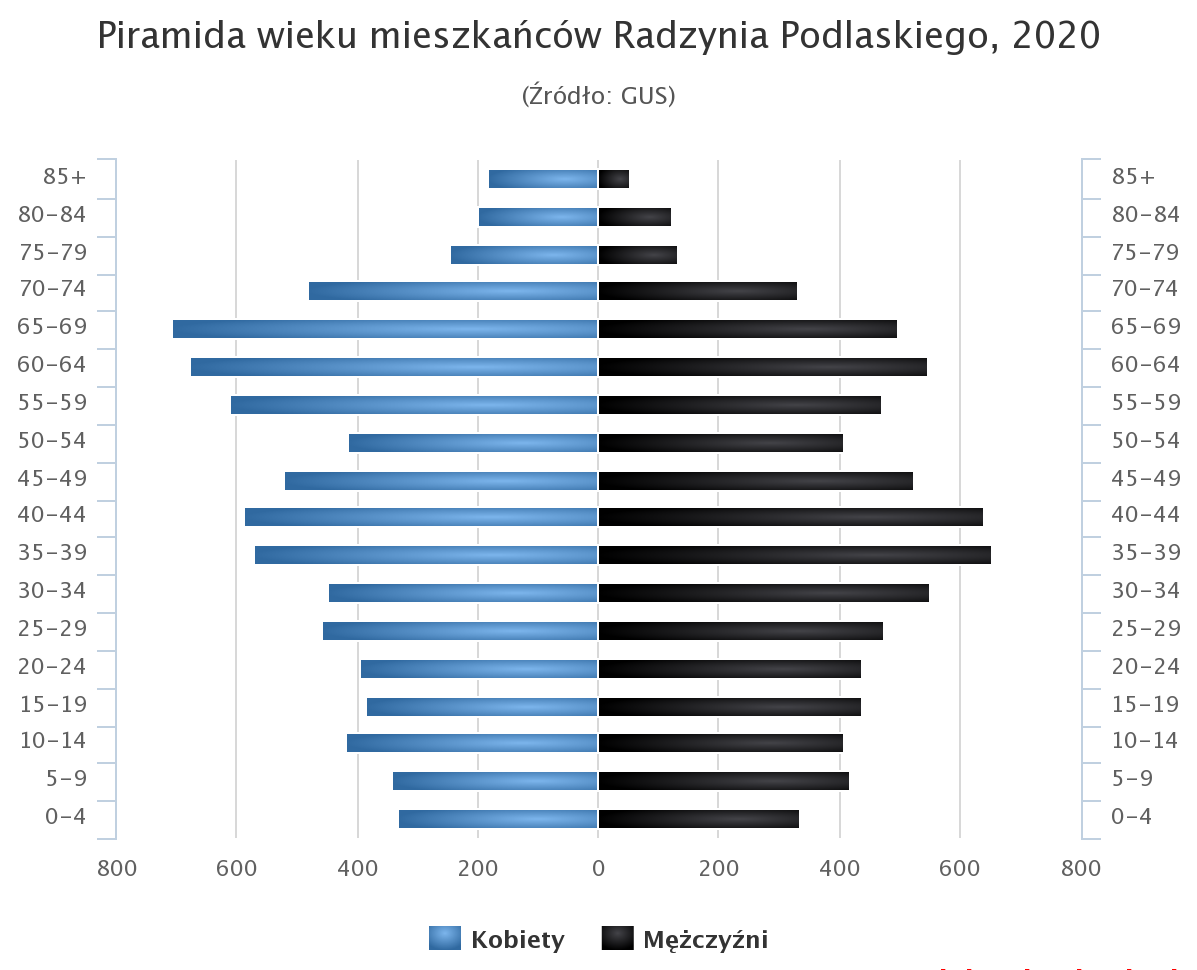
Piramida wieku Radzynia Podlaskiego w 2020 roku.

## Części miasta

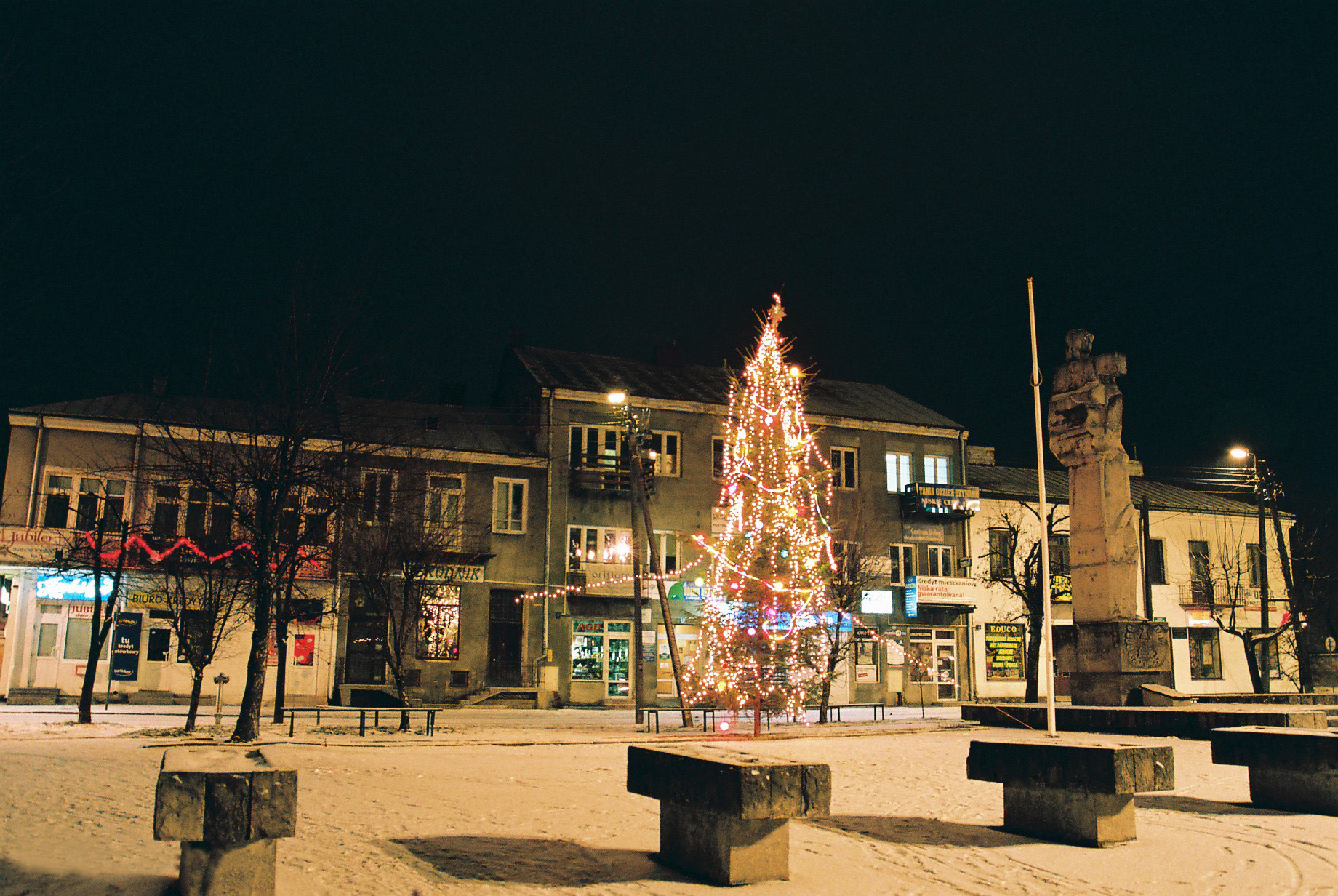
Rynek

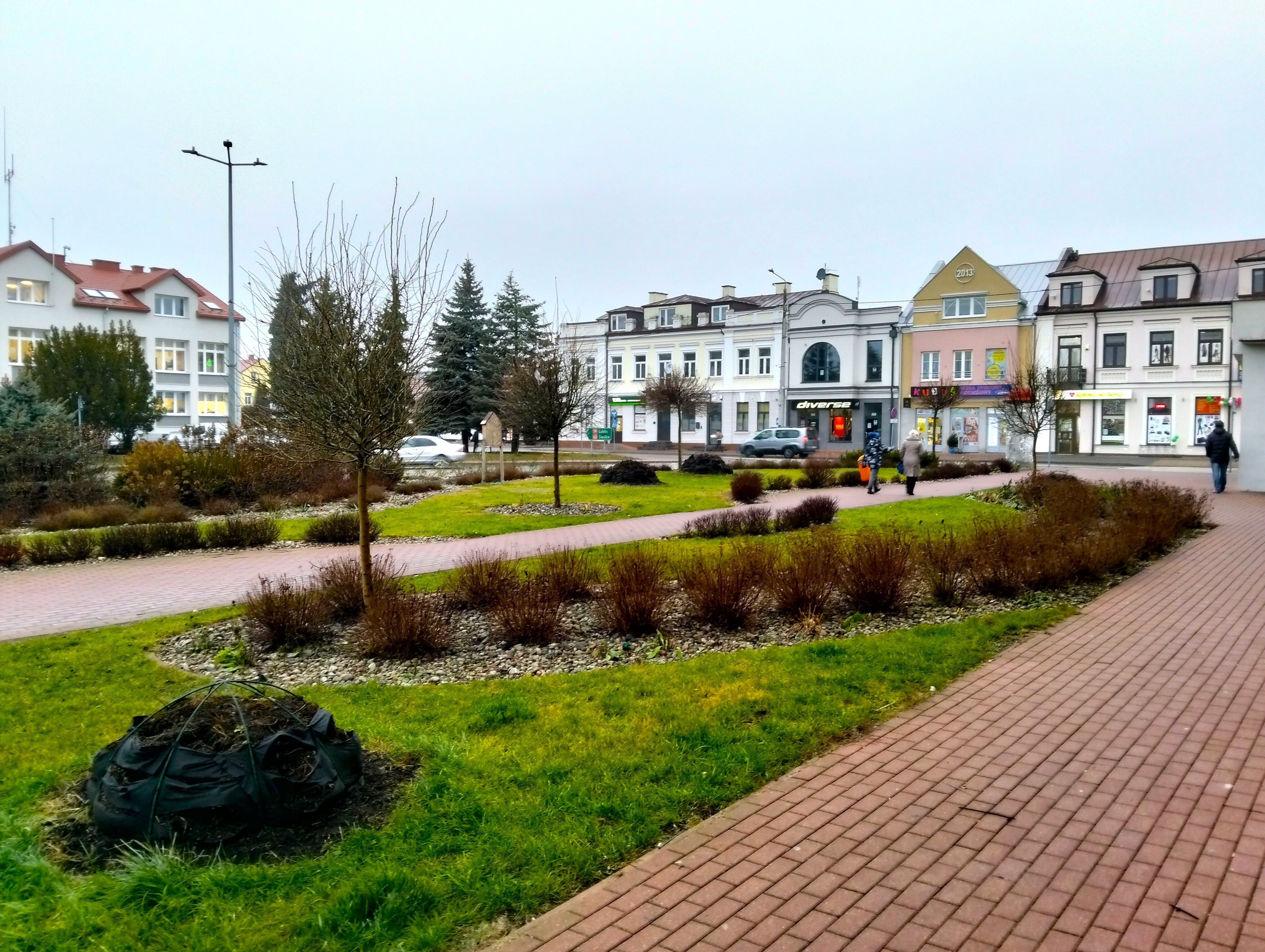
Ulica Ostrowiecka w centrum

- Bulwary
- Młodzieżówka
- Zgoda
- Satuń
- Gubernia
- Kąty
- Koszary
- Ulica Ostrowiecka w centrumLędzinek
- Nadwitnie
- Nowy Kozirynek
- Radzyń-Biała
- Włóczki
- Zabielska

## Wspólnoty wyznaniowe

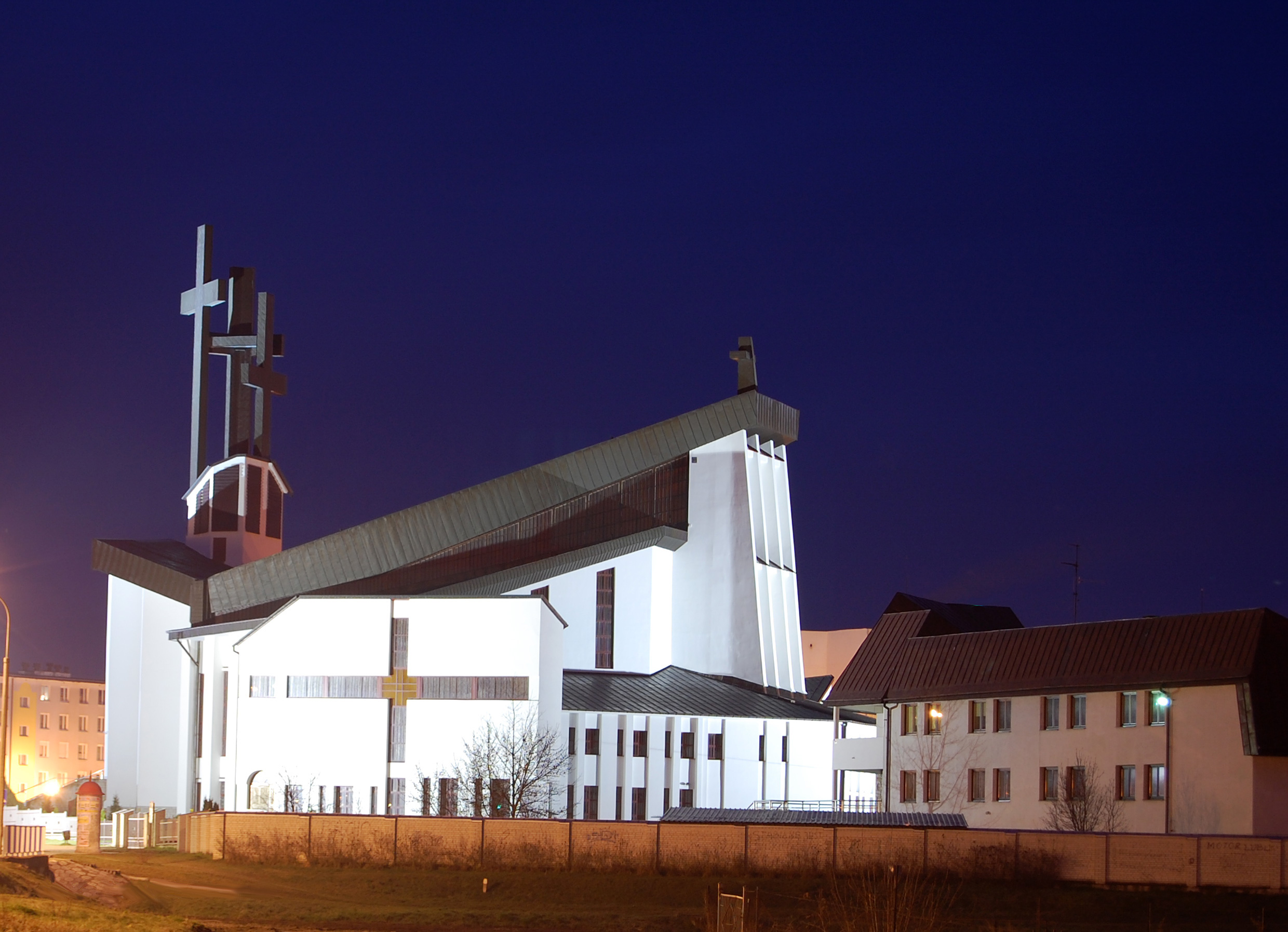
Sanktuarium Matki Bożej Nieustającej Pomocy

Na terenie miasta działalność religijną prowadzą następujące kościoły i związki wyznaniowe:
- Kościół Rzymskokatolicki – Dekanat Radzyń Podlaski
  - Parafia pw. Trójcy Świętej
  - Parafia Matki Boskiej Nieustającej Pomocy w Radzyniu Podlaskim
  - Parafia Świętej Anny i Błogosławionych Męczenników Podlaskich
- Kościół Chrześcijan Wiary Ewangelicznej
  - zbór
- Świadkowie Jehowy
  - zbór[11]

## Zakłady przemysłowe w Radzyniu Podlaskim

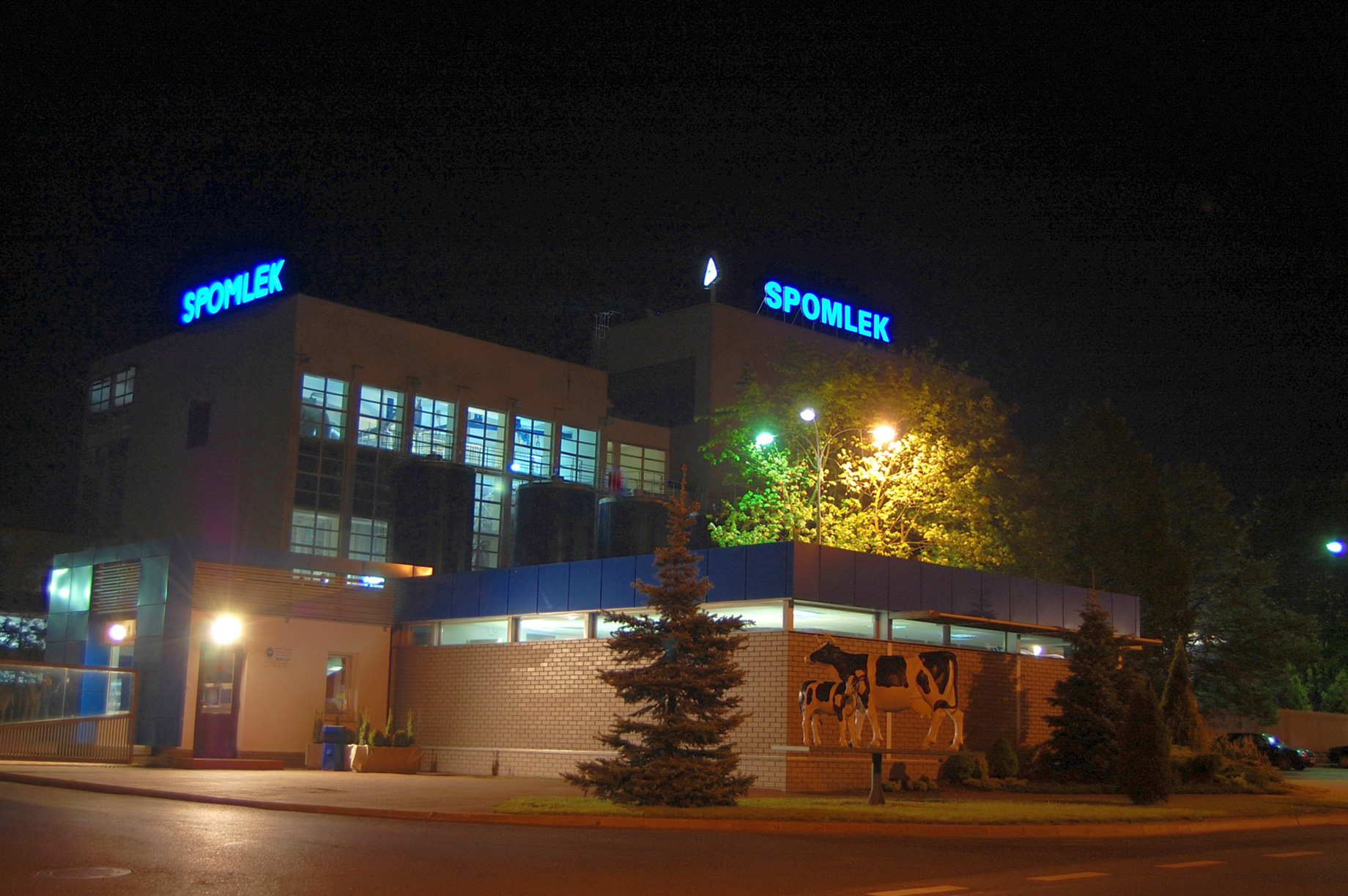
Spółdzielcza Mleczarnia Spomlek

- SIMENA
- BIMIZ-FOOD
- Spółdzielcza Mleczarnia Spomlek
- GFN
- B BRAUN
- Furineo Sp. z o.o
- Dr Gerard

## Transport
- Lądowisko, ul. Wisznicka 111
- Dworzec PKS Radzyń Podlaski, ul. Lubelska 2
- Stacja kolejowa Radzyń Podlaski, Bedlno Radzyńskie

## Oświata
Przedszkola:
- Przedszkole Miejskie nr 1, ul. Armii Krajowej 12
- Przedszkole Miejskie nr 2, ul. Brata Alberta Chmielowskiego 8
- Przedszkole Miejskie nr 3, ul. Mikołaja Reja 2
- Przedszkole w Specjalnym Ośrodku Szkolno-Wychowawczym im. Zofii Sękowskiej, ul. doktora Stanisława Sitkowskiego 1

Szkoły podstawowe:
- Szkoła Podstawowa nr 1 im. Bohaterów Powstania Styczniowego, ul. Jana Pawła II 25
- Szkoła Podstawowa nr 2, ul. Sitkowskiego 3 (filia przy ul. Brata Alberta Chmielowskiego 5)
- Szkoła Podstawowa nr 3 w Specjalnym Ośrodku Szkolno-Wychowawczym im. Zofii Sękowskiej, ul. doktora Stanisława Sitkowskiego 1

Szkoły ponadpodstawowe
- I Liceum Ogólnokształcące, ul. Partyzantów 8
- II Liceum Ogólnokształcące w Zespole Szkół Ponadpodstawowych im. Jana Pawła II, ul. gen. broni Władysława Sikorskiego 15
- Zespół Szkół Ponadpodstawowych im. Jana Pawła II, ul. gen. broni Władysława Sikorskiego 15
- Liceum Ogólnokształcące dla Dorosłych, ul. doktora Stanisława Sitkowskiego 2a
- ZDZ Studium Policealne, ul. doktora Stanisława Sitkowskiego 2a
- Szkoła Policealna PROFIT, ul. Jana Pawła II 25

Szkoły specjalne
- Specjalny Ośrodek Szkolno-Wychowawczy im. Zofii Sękowskiej, ul. doktora Stanisława Sitkowskiego 1

Szkoły muzyczne
- Państwowa Szkoła Muzyczna I st. im. Karola Lipińskiego[12]

## Sport
- Klub piłkarski LKS Orlęta Spomlek występujący w IV lidze
- Radzyńskie Sportowe Centrum Taekwon-do
- Sportowe Centrum Radzynia Fity - Siłownia i Fitness
- [13] Radzyński Klub Sportowy RKS Radzyń (III Liga Lubelska w Siatkówce Mężczyzn)

## Współpraca międzynarodowa
Miasta i gminy partnerskie
- Nowy Tomyśl[14]
- Egyek[15]